# خلية ريد-ستيرنبيرغ

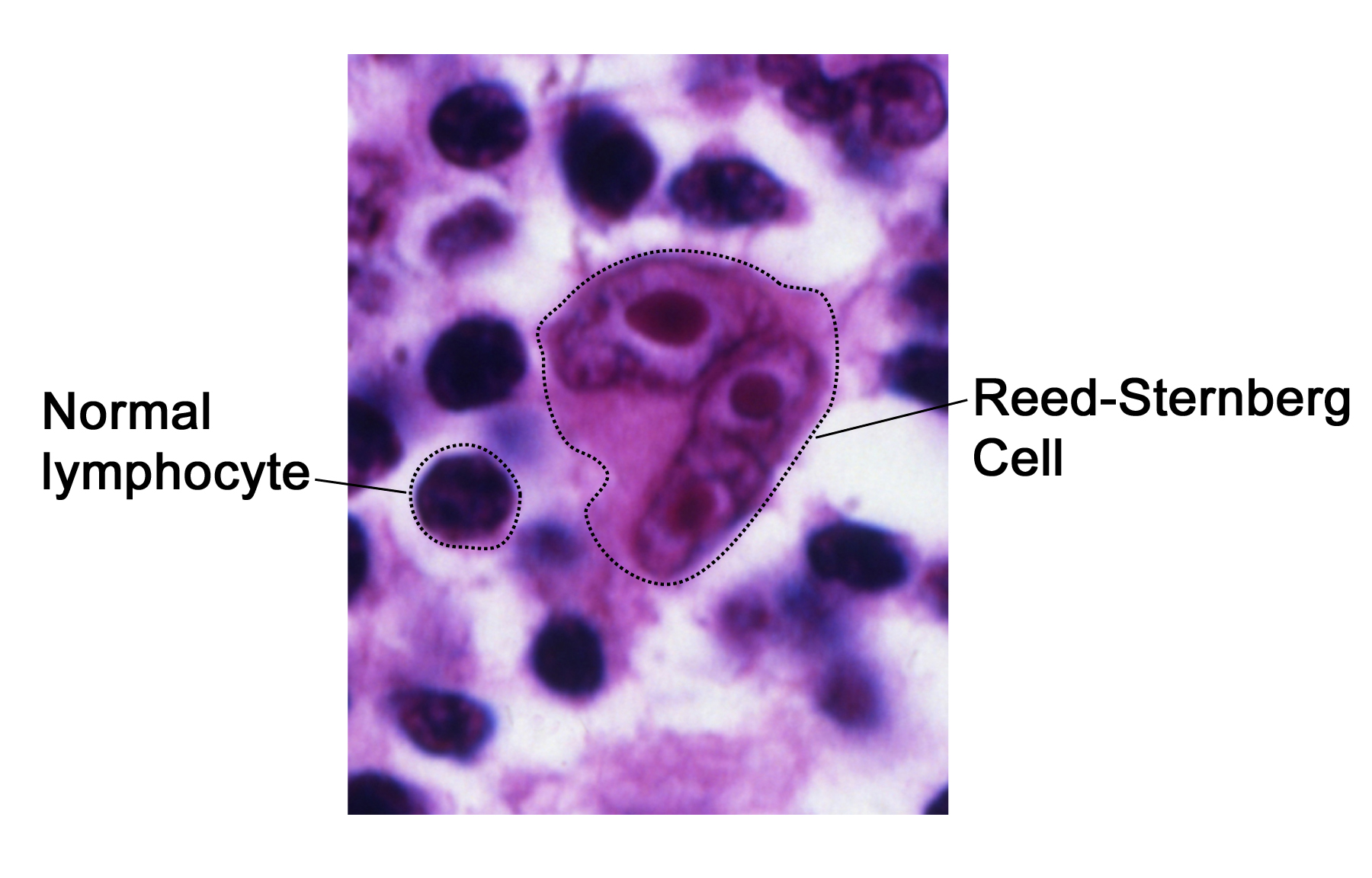
صورة مجهرية تظهر خلية ريد-بيريزوفسكي-ستيرنبيرغ كلاسيكية

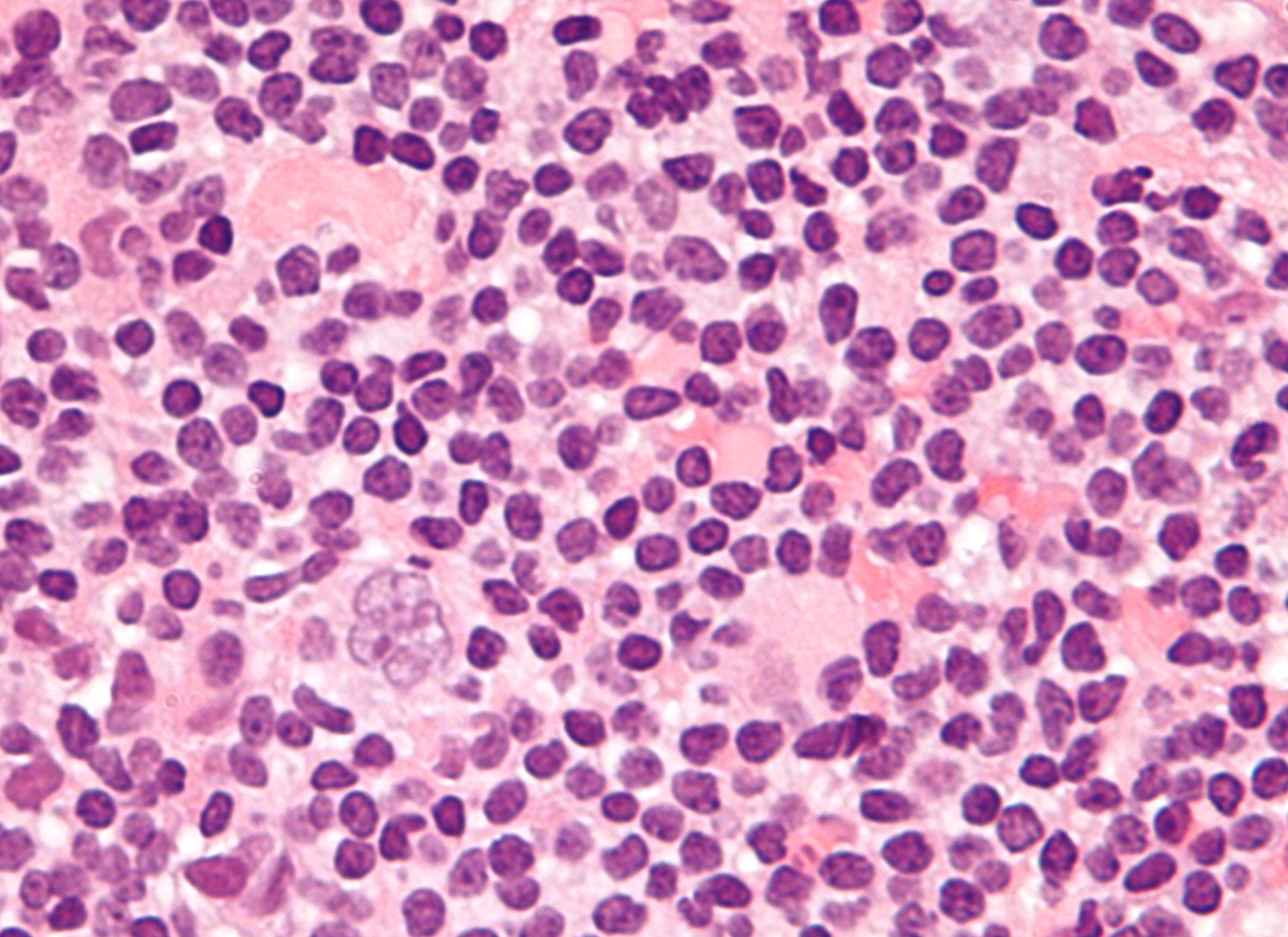
صورة مجهرية تظهر «خلية الفشار», الشكل المغاير من خلية ريد-ستيرنبيرغ التي تشاهد في لمفوما هودجكين السائدة الخلايا الليمفية العقيدية.صبغة الهيماتوكسيلين والإيوسين

خلية ريد-ستيرنبيرغ أو خلية ريد-شتيرنبيرغ (تسمى بعض أشكالها بالخلية النسيجية الغورية)، هي خلايا عملاقة مختلفة تظهر من خلال المجهر الضوئي في الخزعات من الأفراد المصابين بلمفوما هودجكين. عادة ما تشتق من الخلايا الليمفاوية البائية، والتي تعتبر بشكل كلاسيكي خلايا ب مركزية جرثومية مشلولة. في الغالبية العظمى من الحالات، خضعت جينات الغلوبولين المناعي لخلايا ريد-ستيرنبرغ لإعادة التركيب V(D)J وفرط الطفرات الجسدية، مما يثبت أصلها من المركز الجرثومي أو الخلية البائية المركزة بعد الجرثومية. على الرغم من وجود البصمة الجينية للخلية البائية، فإن خلايا ريد-ستيرنبرغ في ليمفوما هودجكين الكلاسيكية تفشل في التعبير عن معظم الجينات الخاصة بالخلية البائية، بما في ذلك جينات الغلوبولين المناعي. لم يتم بعد شرح سبب إعادة البرمجة بالجملة للتعبير الجيني بشكل كامل. من المفترض أن يكون نتيجة لتغيرات جينية واسعة النطاق ذات مسببات غير مؤكدة، ولكنه جزئيًا نتيجة لما يسمى بالطفرات "المعوقة" المكتسبة أثناء فرط الطفرات الجسدية. عند رؤيتها مقابل بحر من الخلايا البائية، فإنها تعطي الأنسجة مظهرًا أكله العث.
خلايا ريد-ستيرنبرغ كبيرة (30-50 ميكرون)، وهي إما أم تكون متعددة النوى، أو تحتوي على نواة ثنائية الفصوص مع نواة بارزة شبيهة بالإيزونوفيليات (وبالتالي تشبه مظهر "عين البومة"). خلايا ريد-ستيرنبرغ، هي خلايا CD30 وCD15 إيجابية باستثناء النوع السائد للخلايا الليمفاوية حيث تكون سلبية، ولكنها عادةً ما تكون إيجابية بالنسبة لـ CD20 وCD45. يعد وجود هذه الخلايا ضروريًا في تشخيص سرطان الغدد الليمفاوية هودجكين، فغياب خلايا ريد-ستيرنبرغ له قيمة تنبؤية سلبية عالية جدًا. يتم تأكيد وجود هذه الخلايا بشكل رئيسي عن طريق استخدام المؤشرات الحيوية في الكيمياء المناعية. يمكن العثور عليها أيضًا في اعتلال العقد اللمفية التفاعلي (مثل الخلايا المناعية لمرض كثرة الوحيدات العدوائية التي تشبه RS في المظهر، واعتلال العقد اللمفية المرتبط بالكاربامازيبين) ونادرًا جدًا في الأنواع الأخرى من الأورام اللمفاوية غير هودجكين. قد تظهر سرطان الغدد الليمفاوية ذو الخلايا الكبيرة الكشمية خلايا تشبه RS أيضًا.

## تاريخ
سميت خلية ريد-ستيرنبيرغ على اسم العالمين دوروثي ريد مندنهال، وكارل ستيرنبرغ، اللذين قدما أول وصف مجهري نهائي لمرض هودجكين.

## مرضية
هناك نوع خاص من خلايا ريد-ستيرنبرغ (RSC) هو المنسجات الجوبية، التي يتراجع السيتوبلازم فيها عند تثبيته في الفورمالين، وبالتالي فإن النواة تعطي مظهر الخلايا التي تقع مع مساحات فارغة (تسمى الثغرات) بينها. هذه هي سمات النوع الفرعي للتصلب العقدي من ليمفوما هودجكين.
ترتبط أيضًا الخلايا الجذعية السرطانية المحنطة (النواة المدمجة، السيتوبلازم القاعدي، بدون نواة) بسرطان الغدد الليمفاوية الكلاسيكي هودجكين بينما خلايا الفشار (خلية صغيرة ذات نواة مفصصة للغاية ونواة صغيرة) هي نوع من الخلايا اللمفاوية (L-H) من خلايا ريد-ستيرنبرغ وترتبط بالعقديات. سرطان الغدد الليمفاوية السائدة هودجكين (NLPHL).
تعبر RSCs وخط خلايا RSC واحد (خلايا L1236) ولكن ليس خطوط خلايا RSC الأخرى عن مستويات عالية جدًا من ALOX15 (أي 15-lipoxygenase-1) أو ربما ALOX15B (أي 15-lipoxygenase-2)، والإنزيمات التي تستقلب حمض الأراكيدونيك والعديد من الإنزيمات. الأحماض الدهنية المتعددة غير المشبعة الأخرى إلى مجموعة واسعة من المنتجات النشطة بيولوجيًا بما في ذلك على وجه الخصوص تلك التي تنتمي إلى عائلة حمض 15-هيدروكسي إيكوساتتراينويك من مستقلبات حمض الأراكيدونيك. وهذا أمر غير معتاد حيث أن الخلايا الليمفاوية عادةً ما تعبر عن القليل من ALOX15 أو لا تعبر عنه على الإطلاق. من المقترح أن ALOX15 و/أو ALOX15B، ربما يعمل من خلال أحد منتجاته المشتقة من حمض الأراكيدونيك، الإيوكسينات، يساهم في تطور و/أو شكل ليمفوما هودجكين.